# 1368
Portal Geschichte | Portal Biografien | Aktuelle Ereignisse | Jahreskalender | Tagesartikel

◄ |
13. Jahrhundert |
14. Jahrhundert
| 15. Jahrhundert | ►

◄ |
1330er |
1340er |
1350er |
1360er
| 1370er | 1380er | 1390er | ►

◄◄ |
◄ |
1364 |
1365 |
1366 |
1367 |
1368
| 1369 | 1370 | 1371 | 1372 | ► | ►►
Staatsoberhäupter  · Nekrolog
| Januar | Januar | Januar | Januar | Januar | Januar | Januar | Januar |
| Kw     | Mo     | Di     | Mi     | Do     | Fr     | Sa     | So     |
| ------ | ------ | ------ | ------ | ------ | ------ | ------ | ------ |
| 52     |        |        |        |        |        | 1      | 2      |
| 1      | 3      | 4      | 5      | 6      | 7      | 8      | 9      |
| 2      | 10     | 11     | 12     | 13     | 14     | 15     | 16     |
| 3      | 17     | 18     | 19     | 20     | 21     | 22     | 23     |
| 4      | 24     | 25     | 26     | 27     | 28     | 29     | 30     |
| 5      | 31     |        |        |        |        |        |        |

| Februar | Februar | Februar | Februar | Februar | Februar | Februar | Februar |
| Kw      | Mo      | Di      | Mi      | Do      | Fr      | Sa      | So      |
| ------- | ------- | ------- | ------- | ------- | ------- | ------- | ------- |
| 5       |         | 1       | 2       | 3       | 4       | 5       | 6       |
| 6       | 7       | 8       | 9       | 10      | 11      | 12      | 13      |
| 7       | 14      | 15      | 16      | 17      | 18      | 19      | 20      |
| 8       | 21      | 22      | 23      | 24      | 25      | 26      | 27      |
| 9       | 28      | 29      |         |         |         |         |         |

| März | März | März | März | März | März | März | März |
| Kw   | Mo   | Di   | Mi   | Do   | Fr   | Sa   | So   |
| ---- | ---- | ---- | ---- | ---- | ---- | ---- | ---- |
| 9    |      |      | 1    | 2    | 3    | 4    | 5    |
| 10   | 6    | 7    | 8    | 9    | 10   | 11   | 12   |
| 11   | 13   | 14   | 15   | 16   | 17   | 18   | 19   |
| 12   | 20   | 21   | 22   | 23   | 24   | 25   | 26   |
| 13   | 27   | 28   | 29   | 30   | 31   |      |      |

| April | April | April | April | April | April | April | April |
| Kw    | Mo    | Di    | Mi    | Do    | Fr    | Sa    | So    |
| ----- | ----- | ----- | ----- | ----- | ----- | ----- | ----- |
| 13    |       |       |       |       |       | 1     | 2     |
| 14    | 3     | 4     | 5     | 6     | 7     | 8     | 9     |
| 15    | 10    | 11    | 12    | 13    | 14    | 15    | 16    |
| 16    | 17    | 18    | 19    | 20    | 21    | 22    | 23    |
| 17    | 24    | 25    | 26    | 27    | 28    | 29    | 30    |

| Mai | Mai | Mai | Mai | Mai | Mai | Mai | Mai |
| Kw  | Mo  | Di  | Mi  | Do  | Fr  | Sa  | So  |
| --- | --- | --- | --- | --- | --- | --- | --- |
| 18  | 1   | 2   | 3   | 4   | 5   | 6   | 7   |
| 19  | 8   | 9   | 10  | 11  | 12  | 13  | 14  |
| 20  | 15  | 16  | 17  | 18  | 19  | 20  | 21  |
| 21  | 22  | 23  | 24  | 25  | 26  | 27  | 28  |
| 22  | 29  | 30  | 31  |     |     |     |     |

| Juni | Juni | Juni | Juni | Juni | Juni | Juni | Juni |
| Kw   | Mo   | Di   | Mi   | Do   | Fr   | Sa   | So   |
| ---- | ---- | ---- | ---- | ---- | ---- | ---- | ---- |
| 22   |      |      |      | 1    | 2    | 3    | 4    |
| 23   | 5    | 6    | 7    | 8    | 9    | 10   | 11   |
| 24   | 12   | 13   | 14   | 15   | 16   | 17   | 18   |
| 25   | 19   | 20   | 21   | 22   | 23   | 24   | 25   |
| 26   | 26   | 27   | 28   | 29   | 30   |      |      |

| Juli | Juli | Juli | Juli | Juli | Juli | Juli | Juli |
| Kw   | Mo   | Di   | Mi   | Do   | Fr   | Sa   | So   |
| ---- | ---- | ---- | ---- | ---- | ---- | ---- | ---- |
| 26   |      |      |      |      |      | 1    | 2    |
| 27   | 3    | 4    | 5    | 6    | 7    | 8    | 9    |
| 28   | 10   | 11   | 12   | 13   | 14   | 15   | 16   |
| 29   | 17   | 18   | 19   | 20   | 21   | 22   | 23   |
| 30   | 24   | 25   | 26   | 27   | 28   | 29   | 30   |
| 31   | 31   |      |      |      |      |      |      |

| August | August | August | August | August | August | August | August |
| Kw     | Mo     | Di     | Mi     | Do     | Fr     | Sa     | So     |
| ------ | ------ | ------ | ------ | ------ | ------ | ------ | ------ |
| 31     |        | 1      | 2      | 3      | 4      | 5      | 6      |
| 32     | 7      | 8      | 9      | 10     | 11     | 12     | 13     |
| 33     | 14     | 15     | 16     | 17     | 18     | 19     | 20     |
| 34     | 21     | 22     | 23     | 24     | 25     | 26     | 27     |
| 35     | 28     | 29     | 30     | 31     |        |        |        |

| September | September | September | September | September | September | September | September |
| Kw        | Mo        | Di        | Mi        | Do        | Fr        | Sa        | So        |
| --------- | --------- | --------- | --------- | --------- | --------- | --------- | --------- |
| 35        |           |           |           |           | 1         | 2         | 3         |
| 36        | 4         | 5         | 6         | 7         | 8         | 9         | 10        |
| 37        | 11        | 12        | 13        | 14        | 15        | 16        | 17        |
| 38        | 18        | 19        | 20        | 21        | 22        | 23        | 24        |
| 39        | 25        | 26        | 27        | 28        | 29        | 30        |           |

| Oktober | Oktober | Oktober | Oktober | Oktober | Oktober | Oktober | Oktober |
| Kw      | Mo      | Di      | Mi      | Do      | Fr      | Sa      | So      |
| ------- | ------- | ------- | ------- | ------- | ------- | ------- | ------- |
| 39      |         |         |         |         |         |         | 1       |
| 40      | 2       | 3       | 4       | 5       | 6       | 7       | 8       |
| 41      | 9       | 10      | 11      | 12      | 13      | 14      | 15      |
| 42      | 16      | 17      | 18      | 19      | 20      | 21      | 22      |
| 43      | 23      | 24      | 25      | 26      | 27      | 28      | 29      |
| 44      | 30      | 31      |         |         |         |         |         |

| November | November | November | November | November | November | November | November |
| Kw       | Mo       | Di       | Mi       | Do       | Fr       | Sa       | So       |
| -------- | -------- | -------- | -------- | -------- | -------- | -------- | -------- |
| 44       |          |          | 1        | 2        | 3        | 4        | 5        |
| 45       | 6        | 7        | 8        | 9        | 10       | 11       | 12       |
| 46       | 13       | 14       | 15       | 16       | 17       | 18       | 19       |
| 47       | 20       | 21       | 22       | 23       | 24       | 25       | 26       |
| 48       | 27       | 28       | 29       | 30       |          |          |          |

| Dezember | Dezember | Dezember | Dezember | Dezember | Dezember | Dezember | Dezember |
| Kw       | Mo       | Di       | Mi       | Do       | Fr       | Sa       | So       |
| -------- | -------- | -------- | -------- | -------- | -------- | -------- | -------- |
| 48       |          |          |          |          | 1        | 2        | 3        |
| 49       | 4        | 5        | 6        | 7        | 8        | 9        | 10       |
| 50       | 11       | 12       | 13       | 14       | 15       | 16       | 17       |
| 51       | 18       | 19       | 20       | 21       | 22       | 23       | 24       |
| 52       | 25       | 26       | 27       | 28       | 29       | 30       | 31       |

| Januar | Januar | Januar | Januar | Januar | Januar | Januar | Januar |
| Kw     | Mo     | Di     | Mi     | Do     | Fr     | Sa     | So     |
| ------ | ------ | ------ | ------ | ------ | ------ | ------ | ------ |
| 52     |        |        |        |        |        | 1      | 2      |
| 1      | 3      | 4      | 5      | 6      | 7      | 8      | 9      |
| 2      | 10     | 11     | 12     | 13     | 14     | 15     | 16     |
| 3      | 17     | 18     | 19     | 20     | 21     | 22     | 23     |
| 4      | 24     | 25     | 26     | 27     | 28     | 29     | 30     |
| 5      | 31     |        |        |        |        |        |        |

| Februar | Februar | Februar | Februar | Februar | Februar | Februar | Februar |
| Kw      | Mo      | Di      | Mi      | Do      | Fr      | Sa      | So      |
| ------- | ------- | ------- | ------- | ------- | ------- | ------- | ------- |
| 5       |         | 1       | 2       | 3       | 4       | 5       | 6       |
| 6       | 7       | 8       | 9       | 10      | 11      | 12      | 13      |
| 7       | 14      | 15      | 16      | 17      | 18      | 19      | 20      |
| 8       | 21      | 22      | 23      | 24      | 25      | 26      | 27      |
| 9       | 28      | 29      |         |         |         |         |         |

| März | März | März | März | März | März | März | März |
| Kw   | Mo   | Di   | Mi   | Do   | Fr   | Sa   | So   |
| ---- | ---- | ---- | ---- | ---- | ---- | ---- | ---- |
| 9    |      |      | 1    | 2    | 3    | 4    | 5    |
| 10   | 6    | 7    | 8    | 9    | 10   | 11   | 12   |
| 11   | 13   | 14   | 15   | 16   | 17   | 18   | 19   |
| 12   | 20   | 21   | 22   | 23   | 24   | 25   | 26   |
| 13   | 27   | 28   | 29   | 30   | 31   |      |      |

| April | April | April | April | April | April | April | April |
| Kw    | Mo    | Di    | Mi    | Do    | Fr    | Sa    | So    |
| ----- | ----- | ----- | ----- | ----- | ----- | ----- | ----- |
| 13    |       |       |       |       |       | 1     | 2     |
| 14    | 3     | 4     | 5     | 6     | 7     | 8     | 9     |
| 15    | 10    | 11    | 12    | 13    | 14    | 15    | 16    |
| 16    | 17    | 18    | 19    | 20    | 21    | 22    | 23    |
| 17    | 24    | 25    | 26    | 27    | 28    | 29    | 30    |

| Mai | Mai | Mai | Mai | Mai | Mai | Mai | Mai |
| Kw  | Mo  | Di  | Mi  | Do  | Fr  | Sa  | So  |
| --- | --- | --- | --- | --- | --- | --- | --- |
| 18  | 1   | 2   | 3   | 4   | 5   | 6   | 7   |
| 19  | 8   | 9   | 10  | 11  | 12  | 13  | 14  |
| 20  | 15  | 16  | 17  | 18  | 19  | 20  | 21  |
| 21  | 22  | 23  | 24  | 25  | 26  | 27  | 28  |
| 22  | 29  | 30  | 31  |     |     |     |     |

| Juni | Juni | Juni | Juni | Juni | Juni | Juni | Juni |
| Kw   | Mo   | Di   | Mi   | Do   | Fr   | Sa   | So   |
| ---- | ---- | ---- | ---- | ---- | ---- | ---- | ---- |
| 22   |      |      |      | 1    | 2    | 3    | 4    |
| 23   | 5    | 6    | 7    | 8    | 9    | 10   | 11   |
| 24   | 12   | 13   | 14   | 15   | 16   | 17   | 18   |
| 25   | 19   | 20   | 21   | 22   | 23   | 24   | 25   |
| 26   | 26   | 27   | 28   | 29   | 30   |      |      |

| Juli | Juli | Juli | Juli | Juli | Juli | Juli | Juli |
| Kw   | Mo   | Di   | Mi   | Do   | Fr   | Sa   | So   |
| ---- | ---- | ---- | ---- | ---- | ---- | ---- | ---- |
| 26   |      |      |      |      |      | 1    | 2    |
| 27   | 3    | 4    | 5    | 6    | 7    | 8    | 9    |
| 28   | 10   | 11   | 12   | 13   | 14   | 15   | 16   |
| 29   | 17   | 18   | 19   | 20   | 21   | 22   | 23   |
| 30   | 24   | 25   | 26   | 27   | 28   | 29   | 30   |
| 31   | 31   |      |      |      |      |      |      |

| August | August | August | August | August | August | August | August |
| Kw     | Mo     | Di     | Mi     | Do     | Fr     | Sa     | So     |
| ------ | ------ | ------ | ------ | ------ | ------ | ------ | ------ |
| 31     |        | 1      | 2      | 3      | 4      | 5      | 6      |
| 32     | 7      | 8      | 9      | 10     | 11     | 12     | 13     |
| 33     | 14     | 15     | 16     | 17     | 18     | 19     | 20     |
| 34     | 21     | 22     | 23     | 24     | 25     | 26     | 27     |
| 35     | 28     | 29     | 30     | 31     |        |        |        |

| September | September | September | September | September | September | September | September |
| Kw        | Mo        | Di        | Mi        | Do        | Fr        | Sa        | So        |
| --------- | --------- | --------- | --------- | --------- | --------- | --------- | --------- |
| 35        |           |           |           |           | 1         | 2         | 3         |
| 36        | 4         | 5         | 6         | 7         | 8         | 9         | 10        |
| 37        | 11        | 12        | 13        | 14        | 15        | 16        | 17        |
| 38        | 18        | 19        | 20        | 21        | 22        | 23        | 24        |
| 39        | 25        | 26        | 27        | 28        | 29        | 30        |           |

| Oktober | Oktober | Oktober | Oktober | Oktober | Oktober | Oktober | Oktober |
| Kw      | Mo      | Di      | Mi      | Do      | Fr      | Sa      | So      |
| ------- | ------- | ------- | ------- | ------- | ------- | ------- | ------- |
| 39      |         |         |         |         |         |         | 1       |
| 40      | 2       | 3       | 4       | 5       | 6       | 7       | 8       |
| 41      | 9       | 10      | 11      | 12      | 13      | 14      | 15      |
| 42      | 16      | 17      | 18      | 19      | 20      | 21      | 22      |
| 43      | 23      | 24      | 25      | 26      | 27      | 28      | 29      |
| 44      | 30      | 31      |         |         |         |         |         |

| November | November | November | November | November | November | November | November |
| Kw       | Mo       | Di       | Mi       | Do       | Fr       | Sa       | So       |
| -------- | -------- | -------- | -------- | -------- | -------- | -------- | -------- |
| 44       |          |          | 1        | 2        | 3        | 4        | 5        |
| 45       | 6        | 7        | 8        | 9        | 10       | 11       | 12       |
| 46       | 13       | 14       | 15       | 16       | 17       | 18       | 19       |
| 47       | 20       | 21       | 22       | 23       | 24       | 25       | 26       |
| 48       | 27       | 28       | 29       | 30       |          |          |          |

| Dezember | Dezember | Dezember | Dezember | Dezember | Dezember | Dezember | Dezember |
| Kw       | Mo       | Di       | Mi       | Do       | Fr       | Sa       | So       |
| -------- | -------- | -------- | -------- | -------- | -------- | -------- | -------- |
| 48       |          |          |          |          | 1        | 2        | 3        |
| 49       | 4        | 5        | 6        | 7        | 8        | 9        | 10       |
| 50       | 11       | 12       | 13       | 14       | 15       | 16       | 17       |
| 51       | 18       | 19       | 20       | 21       | 22       | 23       | 24       |
| 52       | 25       | 26       | 27       | 28       | 29       | 30       | 31       |

## Ereignisse

### Politik und Weltgeschehen

#### Zweiter Waldemarkrieg in Skandinavien

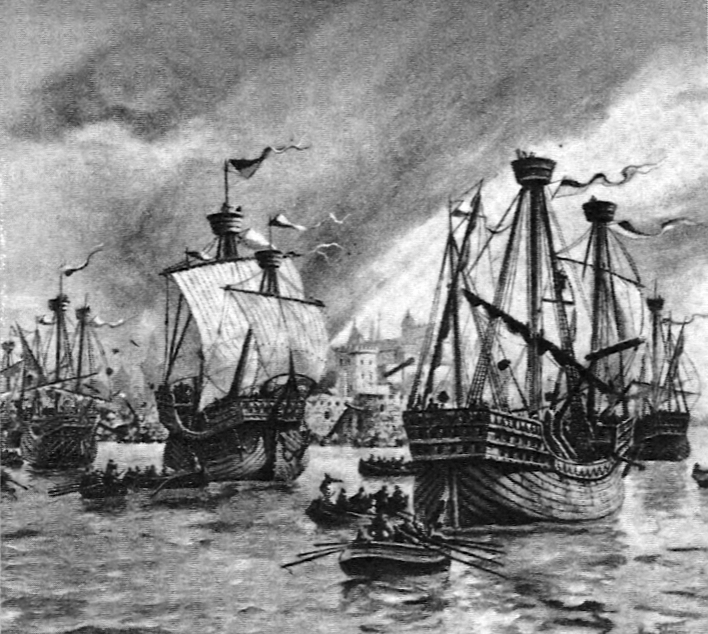
Eroberung Kopenhagens durch die Hanse, Darstellung aus dem 19. Jahrhundert

- 2. Mai: Im Zweiten Waldemarkrieg erobert eine Flotte der Hanse mit 2.000 Kriegern die dänische Hauptstadt Kopenhagen und zerstört die Stadt. Im Sommer des Jahres erobern schwedische und hansische Truppen die Provinz Schonen in Südschweden zurück. Südjütland und Norwegen werden ebenfalls besetzt, so dass König Waldemar IV. fliehen muss. Helsingborg hält als einzige Stadt den Attacken der Hanse stand und zwingt die Belagerer unter dem Kommando von Bruno von Warendorp zu überwintern.

#### Heiliges Römisches Reich/Italien
- Andrea Contarini wird Doge von Venedig als Nachfolger des am 13. Januar gestorbenen Marco Corner.
- 2. April: Karl IV. bricht zu seinem zweiten Italienzug auf. Dieser römisch-deutsche Kaiser schickt ein großes Heeresaufgebot zur Unterstützung des 1367 nach Rom zurückgekehrten Papstes Urban V.
- 1. November: Elisabeth von Pommern, die vierte Frau von Kaiser Karl IV., wird vom Papst in Rom zur römisch-deutschen Kaiserin gekrönt. Anschließend reitet sie mit Krone und Mitra unter viel Jubel des Volkes durch die Altstadt zum Lateran, nimmt dort an einem zu ihren Ehren veranstalteten Bankett teil und schlägt mehrere Personen zum Ritter. Zur Pflege und Aufnahme böhmischer Pilger stiftet das Kaiserpaar, das nach der Krönungszeremonie einige Wochen im Vatikan logiert, ein Hospital in Rom.
- 25. August: Der kinderlose Graf Gottfried IV. verkauft die Grafschaft Arnsberg an das Erzstift Köln. Das kölnische Herzogtum Westfalen kann damit seine bis dahin zerstreuten Besitzungen vereinigen. Gottfried erhält als Gegenleistung als einziger weltlicher Herrscher ein Begräbnis im Kölner Dom zugesichert.
- In Augsburg führt ein Aufstand der städtischen Handwerker gegen die herrschenden Patrizierfamilien zur Einführung einer Zunftverfassung.

#### Osmanisches Reich
- Sultan Murad I. macht Adrianopel in Thrakien anstelle des bisherigen Bursa zur Hauptstadt des Osmanischen Reiches. Dieses versteht sich damit explizit als europäische Macht und setzt seine Expansion in Richtung Donau und Ungarn weiter fort.

#### Kaiserreich China

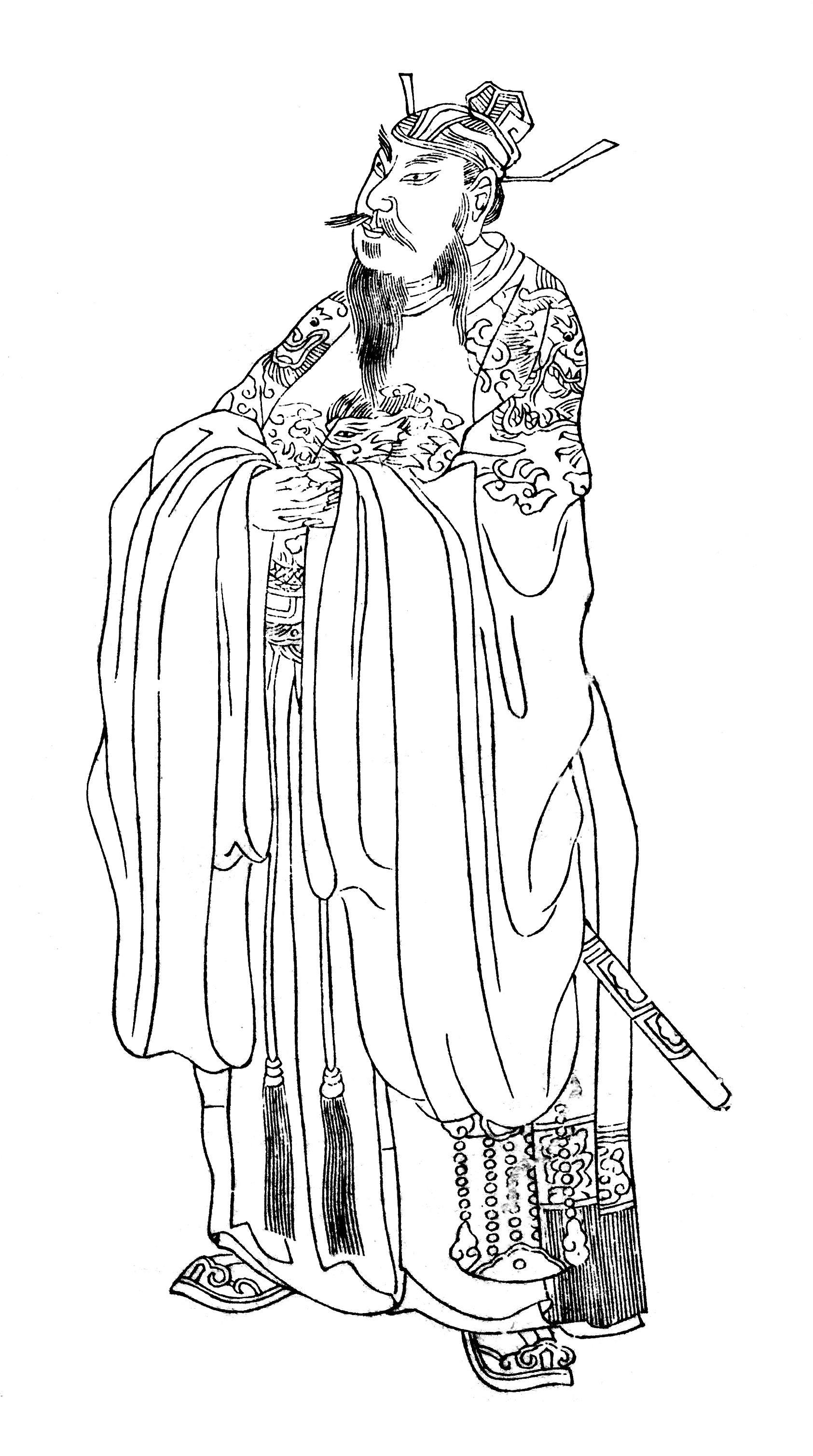
General Xu Da

Xu Da, General der gegen die Herrschaft der Mongolen in China rebellierenden Roten Turbane, greift die chinesische Hauptstadt Dadu an und zwingt nach gewonnener Schlacht Kaiser Toghan Timur aus der mongolischen Yuan-Dynastie zur Flucht nach Norden. Im Laufe dieser Verfolgung gelingt es ihm, den eigentlich mit den Mongolen verbündeten koreanischen General Yi Seong-gye, den späteren Gründer der koreanischen Joseon-Dynastie, auf seine Seite zu ziehen.
Der oberste Rebellenführer Zhu Yuanzhang proklamiert sich unter dem Namen Hongwu am 14. September zum ersten Kaiser der Ming-Dynastie. In seiner Regierungszeit steht der wirtschaftliche Wiederaufbau und der Aufbau einer neuen absolutistisch-zentralistischen Verwaltungsstruktur im Mittelpunkt der Bemühungen. Außerdem beginnt die Verlegung der Hauptstadt nach Süden. Zunächst lässt Hongwu Kaifeng, die alte Hauptstadt der Song-Dynastie, und die Hauptstadt der Han- und Tang-Dynastie Chang’an auskundschaften, dann legt er sich auf seinen eigenen Geburtsort Fengyang fest, einige hundert Kilometer nordwestlich von Nanjing. Hier will er seine neue Residenz, die Mittlere Hauptstadt (Zhongdu), errichten. Es ist die bisher südlichste Residenzstadt des chinesischen Gesamtreichs.

#### Japan
- 29. März: Gegenkaiser Chōkei folgt dem verstorbenen Go-Murakami als Tennō von Japan.

### Wirtschaft
- Während der Ming-Dynastie wird im Kaiserreich China der größte Geldschein der Weltgeschichte herausgegeben. Er ist 32 × 23 Zentimeter groß.

### Wissenschaft und Technik
- 9. April: Peter Stromer beginnt seine Versuche mit der Wald-Saat im Nürnberger Reichswald, woraus sich der erste Kunstforst der Welt entwickelt.
- Ein von Johannes von Troppau verfasstes Evangeliar ist vermutlich das erste Buch einer Buchsammlung der Habsburger, aus der sich im Laufe der Jahrhunderte die Österreichische Nationalbibliothek entwickelt.

### Religion
- 9. Juni: Knapp sechs Monate nach dem Tod seines Vorgängers Dietrich von Portitz wird Albrecht von Sternberg mit Unterstützung des Kaisers zum Erzbischof von Magdeburg ernannt. Am 3. Dezember erfolgt der feierliche Einzug in die Stadt und seine Inthronisation.
- Beginn der Ausbreitung der Observantenbewegung bei den Franziskanern (siehe Spiritualen)

## Geboren

### Geburtsdatum gesichert

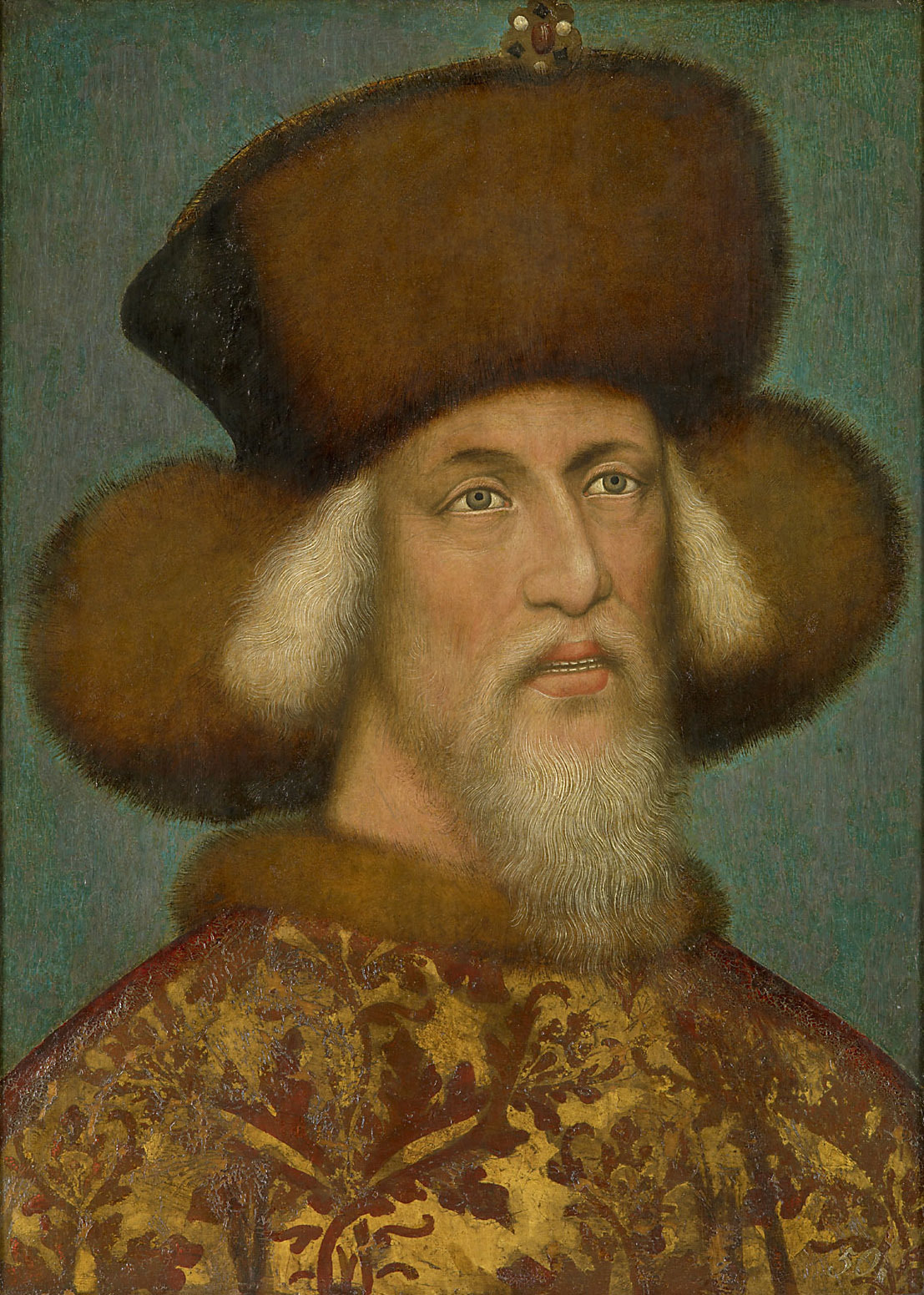
Kaiser Sigismund

- 15. Februar: Sigismund von Luxemburg, römisch-deutscher Kaiser, König von Ungarn und Kroatien sowie König von Böhmen († 1437)
- 01. Juli: Braccio da Montone, italienischer Condottiere († 1424)
- 05. September: Walter Fitzwalter, englischer Adeliger († 1406)
- 03. Dezember: Karl VI., König von Frankreich († 1422)

### Genaues Geburtsdatum unbekannt
- Albrecht II., Herzog von Straubing-Holland († 1397)
- Emir Sultan, Schutzheiliger von Bursa († 1429)
- Friedrich I. von Vaudémont, Graf von Vaudémont († 1415)
- Martin V., Papst († 1431)
- Takeda Nobushige, japanischer Adeliger († 1450)

### Geboren um 1368
- Ludwig VII., Herzog von Bayern-Ingolstadt († 1447)
- Jean Gérard de Poitiers, Erzbischof von Vienne († 1452)
- Philipp I., Graf von Nassau-Weilburg und von Nassau-Saarbrücken († 1429)
- William de Ros, englischer Adeliger und Lord Treasurer († 1414)

## Gestorben

### Todesdatum gesichert

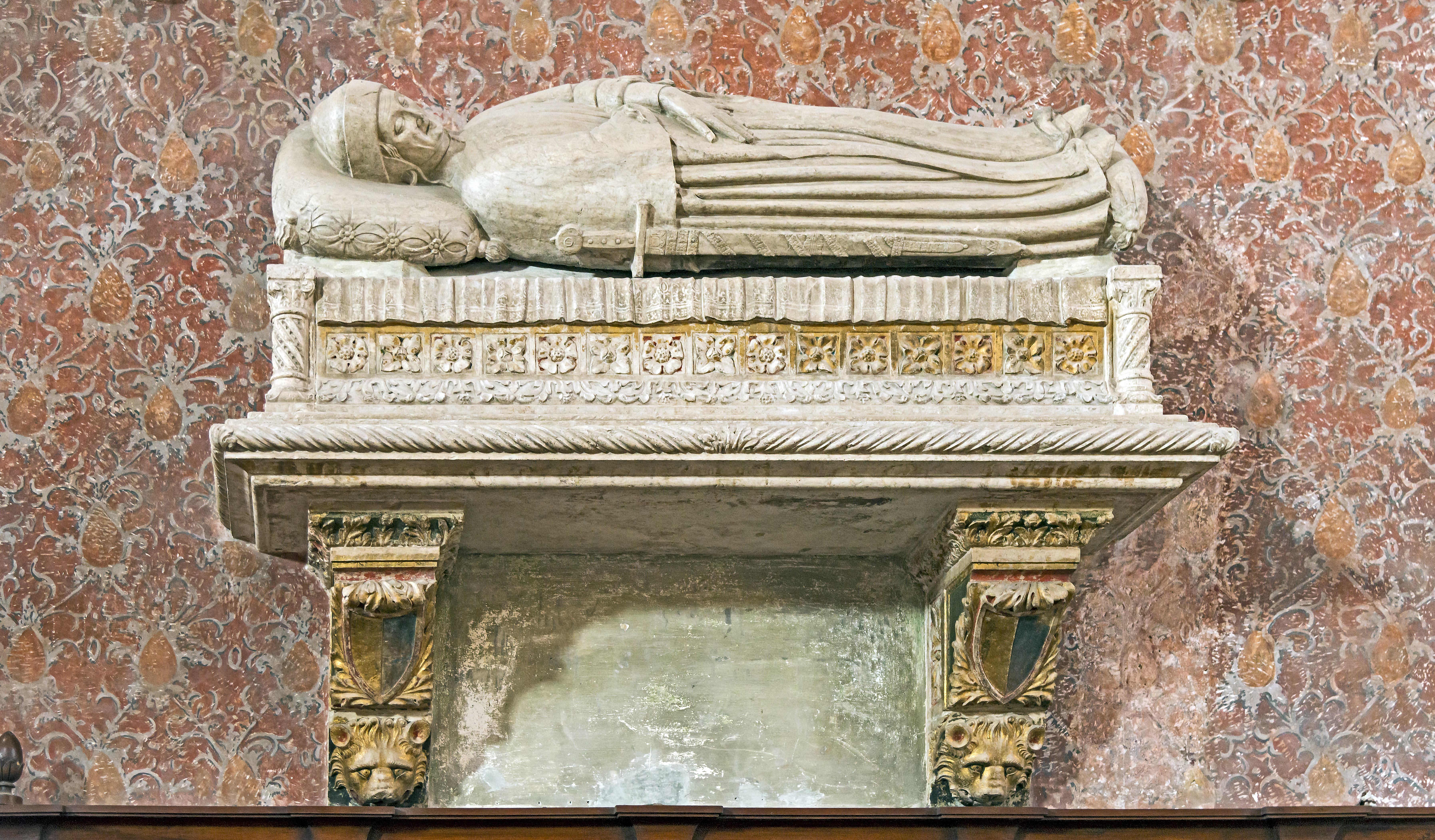
Grabmal Marco Corners in San Zanipolo

- 13. Januar: Marco Corner, Doge von Venedig (* um 1288)
- 29. März: Go-Murakami, Kaiser von Japan (* 1328)
- 17. Juli: Otto II. von Wettin, Bischof von Minden
- 25. Juli: Agnes Mortimer, englische Adelige (* zwischen 1315 und 1321)
- 26. Juli: Nicola Capocci, italienischer Kardinal
- 26. Juli: Ulrich I., Graf von Cilli (* 1331)
- 28. Juli: Bolko II., Herzog von Schweidnitz-Jauer (* 1308)
- 24. August: Barnim III., Herzog von Pommern-Stettin
- 25. August: Engelbert III. von der Mark, Erzbischof von Köln (* 1304)

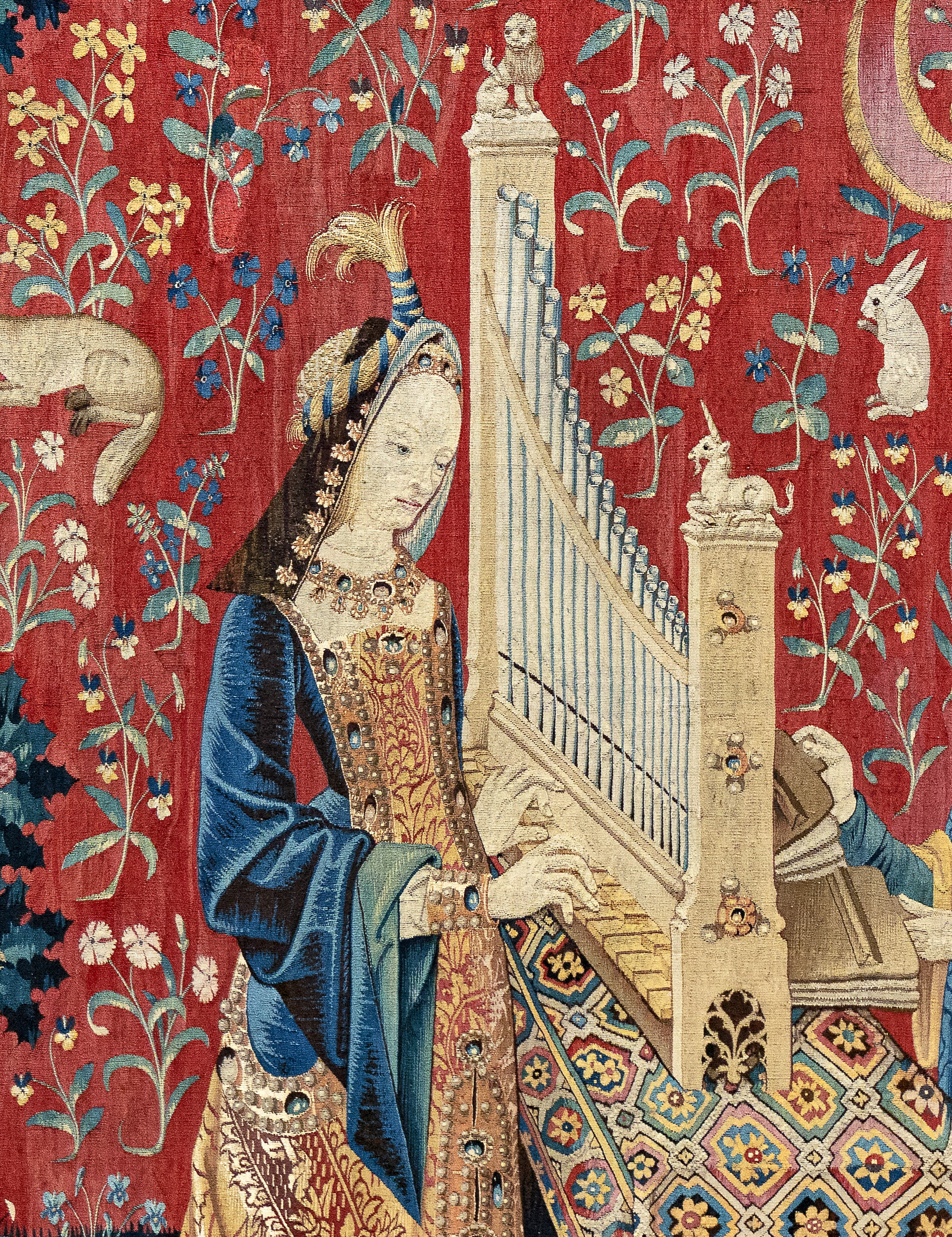
Blanche von Lancaster, Die Dame mit Einhorn, aus einer Serie von flämischen Wandbehängen (15. Jhd.)

- 12. September: Blanche of Lancaster, Herzogin von Lancaster (* um 1341 oder 1345)
- 02. Oktober: Anna von Kaschin, russische Fürstin, Heilige (* um 1280)
- 17. Oktober: Lionel von Antwerpen, Herzog von Clarence und Ulster (* 1338)
- 19. November: Johann, Graf von Kleve (* um 1292)

### Genaues Todesdatum unbekannt
- vor dem 21. Februar: Friedrich von Zollern, Fürstbischof von Regensburg
- um den 18. Mai: Henry Percy, englischer Magnat (* um 1321)
- am 31. Mai oder 13. Oktober: Konrad von Kreuznach, deutscher Musiker
- Erich II., Herzog von Sachsen-Lauenburg (* 1318/1320)
- Guy de Chauliac, französischer Arzt (* um 1298)
- Heinrich, Graf von Nassau-Hadamar
- John Mowbray, englischer Adeliger (* 1340)
- Klara, Gräfin von Freiburg (* 1321)
- Moritz von Oldenburg, Erzbischof von Bremen
- Wang Zhen, chinesischer Erfinder, Agronom, Schriftsteller und Politiker (* 1271)

### Gestorben um 1368
- 1368/1377: Abū ʿAbdallāh Muhammad ibn Battūta, berberischer Rechtsgelehrter und Reiseschriftsteller (* 1304)